# ウィリアム・パー (初代ノーサンプトン侯)

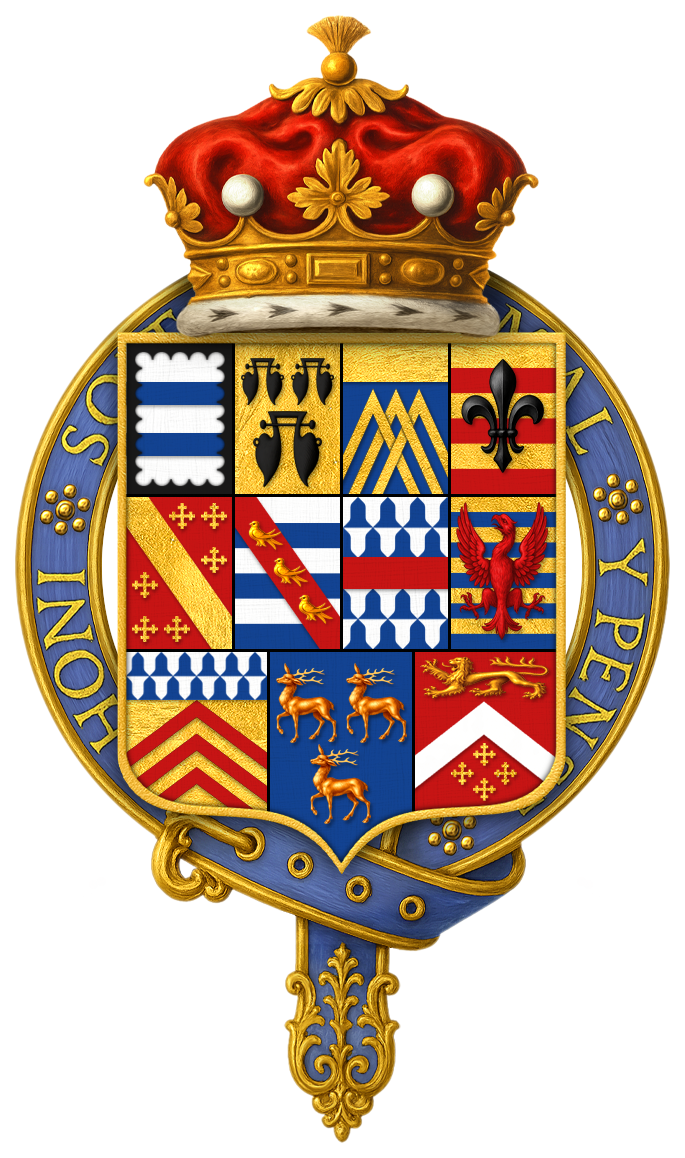
ウィリアム・パーの紋章

パー家の紋章

ノーサンプトン侯、エセックス伯、初代パー男爵および初代ハート男爵ウィリアム・パー（William Parr, 1513年8月14日 - 1571年10月27日）は、イングランド王ヘンリー8世の6番目の王妃キャサリン・パーの弟。「誠実で、率直で、ずる賢くも干渉的でもなく」、音楽と詩と戦争の訓練を好み、野ウサギ追いに関する論文を共同執筆した。ヘンリー8世とその息子エドワード6世の寵愛を受け、彼らの下でプロテスタントの指導者となったが、プロテスタントのジェーン・グレイが王位を継承するというエドワード6世の希望を支持したため、エドワード6世の異母姉でカトリックのメアリー1世により爵位を剥奪された。その後、プロテスタントのエリザベス1世により爵位を回復された。3度結婚したが、子供を残さずに亡くなった。

## 生涯
ウィリアムは、ウェストモーランドのケンダル出身の廷臣サー・トーマス・パー（1517年没）の唯一の息子で相続人であった。母モード・グリーン（1531年没）はノーサンプトンシャーのボートンおよびグリーンズ・ノートンのサー・トーマス・グリーンの娘であり共同相続人であった。また、妹アン（1515年 - 1552年）は初代ペンブルック伯ウィリアム・ハーバート（1501年頃 - 1570年）の妻となった。
1517年、ウィリアムが4歳の時に父が亡くなり、ウィリアムはヘンリー8世の保護下に置かれ、母モードは多額の費用をかけてヘンリー8世にウィリアムの結婚のお膳立てをしてもらった。ウィリアムは1537年にイングランド北部で起きた反乱の鎮圧に参加し、第3代ノーフォーク公トマス・ハワード（王妃アン・ブーリンとキャサリン・ハワードの伯父）の好意的な評価を得て、ノーサンプトンシャーのホートンの叔父サー・ウィリアム・パー（1483年頃 - 1547年）に働きかけ、廷臣としての自らの地位を確保した。ノーサンプトンシャーの議員を務めた後、1539年に（「ケンダルの」）パー男爵に叙せられた。1543年4月23日、ガーター勲章を受章した。1543年12月23日、姉がヘンリー8世と結婚した直後に、エセックス伯に叙せられた。この称号は、1540年3月に男子を残さずに亡くなった義父の第2代エセックス伯ヘンリー・バーチャーが保持していたものであった。1544年に枢密院に入り、1544年2月5日に初めて会議に出席した
。
ウィリアムはエドワード6世の「最愛の叔父」（実際には義理の叔父で、エドワード6世の義母の弟）であり、エドワードの宮廷で最も重要な人物の1人であり、特にノーサンバーランド公ジョン・ダドリーの全盛期にはプロテスタントの指導者であった。1549年に東部の5つの伯領（ケンブリッジシャー、ハンティンドンシャー、ベッドフォードシャー、ノーサンプトンシャー、ノーフォーク）の知事を務め、1551年にはサリー、1552年にはバークシャーとオックスフォードシャー、1553年にはハートフォードシャーとバッキンガムシャーの知事を務めた。また1550年から1553年まで式部卿を務め、1551年にスコットランド摂政メアリ・オブ・ギーズを国王に代わりハンプトン・コート宮殿で出迎えた。
ウィリアムと妻は、エドワード6世の死後に（エドワード6世の希望通り）、異母姉でカトリック教徒のメアリーの代わりに、プロテスタントのジェーン・グレイ（ノーサンバランド公の息子の妻）を王位に就けようとした。しかしこの試みは失敗し、1553年にメアリー1世が即位すると、ウィリアムは大逆罪で有罪となり、1553年8月18日に死刑を宣告された。しかし数ヶ月以内に釈放され、プロテスタントのエリザベス1世が即位すると、1559年に爵位が回復された。ウィリアムは1559年4月24日に再びガーター騎士となった。
ウィリアムは1571年10月28日、子供を残さずにウォリック修道院で死去し、ノーサンプトン侯の称号は消滅した。ウィリアムはウォリックのセント・メアリー教会の聖壇に埋葬された。エリザベス1世がウィリアムの葬儀と埋葬の費用を支払った。ウィリアムの遺骨台帳には次のように刻まれている。「ウィリアム・パー、ノーサンプトン侯爵。1571年10月28日ウォリックにて死去。1571年12月2日、エリザベス女王が葬儀費用を負担し、ガーター騎士団の儀式により埋葬された。」

## 結婚
ウィリアムは3回結婚したが、いずれの結婚でも子供は生まれなかった。
最初は1527年2月9日に13歳で、エセックスのスタンステッド荘園の礼拝堂において、アン・バウチャー（第7代バウチャー女男爵、1571年1月26日没）と結婚した。アンは第2代エセックス伯ヘンリー・バウチャー（1540年没）の一人娘で相続人であった。ウィリアムの母モードは、遺言書に記されているように、結婚の取り決めに多額の費用を費やした。1542年、アンは「欲望のままに生きる」と述べて駆け落ちした。1543年4月17日、アンとの結婚は議会法によって無効とされ、アンの「ウィリアムとの結婚中に生まれた」子供は私生児と宣言された。ウィリアムは元妻の領地も取得し、1543年12月23日にエセックス伯に叙せられた。アンは離婚後にメアリー1世から父の旧領地のいくつかを授与されていたが、ウィリアムよりわずか9か月前に亡くなった。
2度目に、1548年にケントのコバム・ホールの第9代コバム男爵ジョージ・ブルックと妻アン・ブレイの娘エリザベス・ブルック（1526年 - 1565年）と結婚した。この結婚は1548年に有効と宣言され、1553年に無効と宣言され、1558年に再び有効と宣言された。
3度目に、1571年5月（死の5か月前）、エリザベス1世の枢密院の侍女ヘレナ・スナケンボルグ（1635年没）と結婚した。ヘレナは1565年にバーデン辺境伯妃セシリアの随行でスウェーデンからイングランドにやって来た。1580年、ヘレナはウィルトシャーのロングフォード城のサー・トマス・ゴージス（1536年 - 1610年）と再婚し、子供をもうけ、夫とともにウィルトシャーのソールズベリー大聖堂に埋葬された。そこには横たわる彫像を配した印象的な記念碑が今も残されている。